# 올 더 킹즈 맨
《올 더 킹즈 맨》(영어: All the King's Men)은 미국에서 제작된 스티븐 제일리언 감독의 2006년 정치 드라마 영화이다. 숀 펜 등이 출연하였고, 아널드 메서 등이 제작에 참여하였다.

## 출연진
- 숀 펜
- 주드 로
- 케이트 윈즐릿
  - 캐리 크리스트먼
- 앤서니 홉킨스
- 제임스 갠돌피니
- 퍼트리샤 클라크슨
- 마크 러펄로
- 캐시 베이커
- 재키 얼 헤일리
- 탈리아 볼섬
- 트래비스 섐페인
- 프레더릭 포러스트
- 케빈 던
- 톰 매카시
- 글렌 모샤워
- 제이 패터슨
- 게리 그럽스

## 기타 제작진
- 공동 제작: 스콧 버드닉
- 배역: 에이비 코프먼
- 미술: 퍼트리치아 본브랜던스타인
- 의상: 마릿 앨런

## 같이 보기
- 오스카 시즌